# Seznam ukrajinskih skladateljev
Seznam ukrajinskih skladateljev.

## A
- Fjodor Akimenko

## B
- Dimitrij Bortnjanski

## H
- Leonid Hrabovski (1935 –)
- Vadim Hrapačev (1947–2017) (film)

## K
- Ivan Fedorovych Karabyts (Іван Федорович Карабиць) (1945–2002)
- Filaret Kolesa
- Viktor Kosenko

## L
- Mikola Leontovič
- Mikola Lisenko
- Boris Ljatošinski (Borys Mykolayovych Lyatoshynsky (Бори́с Миколáйович Лятоши́нський; rus. Boris Nikolayevich Lyatoshinsky/Бори́с Николаевич Лятоши́нский) (1895–1968)

## S
- Valentin Silvestrov (1937)
- Miroslav Skorik / Myroslav Mykhailovych Skoryk (Мирослав Михайлович Скорик) (1938–2020)
- Grigorij Skovoroda
- Jevhen Stankovič

## T
- Štefanija Turkevič

## V
- Artem Vedel
- Mihajlo Verbicki (1815-70) (avtor melodije ukrajinske himne)